# Clarkesville
Clarkesville – miasto w Stanach Zjednoczonych, w stanie Georgia, siedziba administracyjna hrabstwa Habersham.